# Фарсала
Фарса́ла (греч. Φάρσαλα) — малый город в Греции, на месте древнего города Фарсала. Расположен на высоте 160 метров над уровнем моря, на склоне и у подножия горы Профитис-Илиас, у реки Энипефса, в 38 километрах к югу от Ларисы, в 48 километрах к западу от Волоса и в 187 километрах к северо-западу от Афин. Административный центр одноимённой общины (дима) в периферийной единице Ларисе в периферии Фессалии. Население 9298 жителей по переписи 2011 года. Крупный сельскохозяйственный центр Фессалии и Греции в целом. Большинство населения занято в сельском хозяйстве (выращивание хлопка и скотоводство) и переработке сельскохозяйственной продукции.
Через город проходит национальная дорога 3 Ламия — Лариса, часть европейского маршрута E65. Национальная дорога 30 Кардица — Волос проходит по северной окраине города.

## История
Археологические находки свидетельствуют, что область Фарсалы была непрерывно населена с периода неолита. На скале Айия-Параскеви (Αγία Παρασκευή), у истока реки Апиданос (Απιδανός), к северо-западу от города найдено микенское поселение. Археологические находки свидетельствуют, что древний город Фарсал (др.-греч. Φάρσᾱλος) был центром Тессалиотиды (Θεσσᾰλιῶτις), части фессалийской тетрархии и процветал в позднеархаический период. В период греко-персидских войн Фарсал чеканил свою монету. Примерно в 374 году до н. э. был покорён Иасоном (Ἰάσων), тираном Фер, ставшим верховным вождём в Фессалии (ταγὸς Θετταλῶν).
Недалеко от города в 48 году до н. э. произошло решающее сражение между войсками Гая Юлия Цезаря и Гнея Помпея, боровшихся за единоличную власть над Римом.
Современный город построен на месте древнего города. Южнее города, на горе Профитис-Илиас (Προφήτης Ηλίας), северо-западной оконечности хребта Нартакиона (др.-греч. Ναρθάκιον) находятся руины высокого и укреплённого акрополя. Неподалёку от Фарсала на другом берегу Энипефса (Энипея) находилось святилище Фетиды.

## Сообщество Фарсала
В общинное сообщество Фарсала входят 4 населённых пункта. Население 9337 жителей по переписи 2011 года. Площадь 57,928 квадратного километра.
| Наименование | Население (2011), человек |
| ------------ | ------------------------- |
| Ризион       | 1                         |
| Статмос      | 38                        |
| Фарсала      | 9298                      |
| Хайдария     | 0                         |

## Население
| Год  | Население, человек |
| ---- | ------------------ |
| 1991 | 8597               |
| 2001 | 10 172             |
| 2011 | ↘ 9298             |